# 遙かなる星
『遙かなる星』（はるかなるほし）は、佐藤大輔/著・鶴田謙二/イラストによる日本の小説。徳間書店（トクマ・ノベルズ）より1995年から刊行されていた。

## ストーリー
第1巻
1962年。第35代合衆国大統領ジョン・F・ケネディが率いるアメリカ合衆国は決断を迫られていた。カリヴ海に浮かぶ共産主義体制の国家「キューバ」がソヴィエト連邦と大規模軍事援助協定を結び、そのキューバに反応弾頭（核弾頭）を搭載した準中距離弾道弾が持ち込まれたからである。
アメリカ合衆国が標榜するパックス・アメリカーナの維持のため、自国に対する直接的危機であるこの問題に対し、ケネディ大統領は「ソ連は戦争までには踏み切らない」という予想から、キューバへの直接侵攻による問題解決を決定した。
そして1962年10月22日東部標準時間午前9時。合衆国軍によるキューバ侵攻が開始されると同時に、世界に地獄が出現した。
第2巻
反応兵器戦争（核戦争）となった第三次世界大戦でアメリカ合衆国は崩壊し、実質的な勝者であるソヴィエトも大きな痛手を負った。一方、日本は奇跡的に大きな損害を受けないまま第三次世界大戦を乗り切れたが、その状況を手放しで喜べたのはわずかな期間だけであった。
アメリカ合衆国のみならず、他の主要な資本主義国家も壊滅してしまった世界において、日本はなし崩し的に資本主義諸国の盟主に担ぎ上げられ、さらに崩壊を免れた資本主義諸国に対してありとあらゆる製品（民生品はもとより各種兵器まで）を生き残るために売り続けなければならなくなった。また、いずれまた来るであろう反応兵器（核兵器）を用いた第四次世界大戦から日本人だけでも逃げ出すため、日本は宇宙開発に狂奔することとなる。
すべてはこの悪しき世界で絶滅しないために。
第3巻
1986年。第四次世界大戦から日本人だけでも逃げ出すために宇宙開発に狂奔し続けた日本は、ついに絶滅から逃れる箱船への乗船口である宇宙基地=JSP-03の建造を、トラック諸島にて開始した。
だが1991年、宇宙港であり、海と空の交通拠点であり、交通事故から戦争までの問題と無縁な物資集積所であることを目指すJSP-03に、魔の手が忍び寄る。それは、東西に分裂したアメリカ合衆国を名乗る武装勢力「東軍」に属し、崩壊したまま再統一がままならない祖国を憂う一指揮官が率いる特殊部隊だった。

## 主要登場人物

### 日本
北崎望（きたざき のぞむ）
この世界における三菱重工業級の大企業である「北崎重工」の設立者。死にゆく妻と交わした『違える事の許されない約束』により、後述の黒木正一をはじめとする航空機・ロケット関係技術者を支援し、会社を挙げてロケット開発に狂奔させる。第二次世界大戦終了後、占領政策にかかわったニューディーラーの残党とプリンストン大学の同期で、それによって公職追放を免れたらしい。
黒木正一（くろき しょういち）
航空宇宙技術者。太っており背は低い。幼少時にひと夏を過ごした北海道で「満点の星空」を目撃して以来、宇宙にあこがれを持ちロケット開発を含めた航空宇宙開発に狂奔するようになる。北崎重工業中央研究所飛翔体部長を経て、後に宇宙開発事業団の実質的なトップとして宇宙開発の指揮を執る。1987年のヘヴィ・リフター不時着事件において、遭難した宇宙飛行士を独自に救出する計画を立案するように指示する。「会合」出席者の一人。
原田克也（はらだ かつや）
大日本帝国陸軍中尉時代、ドイツのペーネミュンデ陸軍兵器実験場で行われたA4ロケット発射を目撃して以来、ロケットと関わるようになってしまった自衛官。1956年時点では陸上自衛隊の三佐だったが、1960年春までに将来のミサイル防空を見据えて航空自衛隊へ移籍、二佐へ昇進し、航空幕僚監部情報幕僚となる。第三次世界大戦後、北崎望から直接ヘッドハンティングされて一佐で退官。北崎重工に専務として勤務する事になり、同時に「会合」にも出席する事になる。北崎の死後、北崎重工会長として日本の宇宙開発や軍事開発の指導的立場となる。
原田和己（はらだ かずみ）
原田克也の息子。父親と同じくSF雑誌などのコレクター。航空宇宙技術研究所で主任開発員となった後、宇宙開発事業団に所属してJSP-03建設の責任者となる。JSP-03襲撃事件発生時においても陣頭指揮を執る。
屋代幸男（やしろ ゆきお）
高校時代の1956年7月に、陸上自衛隊が王城寺原演習場で行ったロケット発射実験を目撃して以来、社会人として家庭を持ち一般の生活をしながらも日本の宇宙開発を外から眺める「マニア」である。しかし、彼の人生において一定の評価を下さねばならない年齢になった頃に起きたある「事件」の後、彼もまた日本の宇宙開発に巻き込まれて行く。
屋代昌幸（やしろ まさゆき）
屋代幸男の息子、宇宙飛行士。父親と異なり体調を完璧に維持できる肉体とそれなりの数学や物理学の才能を持つ。航空自衛隊の戦闘機パイロットとして活躍後、宇宙船（ヘヴィ・リフター2号機）に乗り組む。空自時代のTACネームは「マイティ」。
ベム
宇宙飛行士。「ベム」は航空自衛隊パイロットだった頃のTACネームであり本名不詳。屋代昌幸の乗るヘヴィ・リフター2号機の機長を務める。サウジアラビアに空自の訓練教官として派遣された経験があり、第五次中東戦争ではイランの戦闘機を2機撃墜している。肉体的に宇宙機への搭乗が不可能となってからは沖縄宇宙港の管制官となる。
榊原（さかきばら）
沖縄宇宙港有人宇宙機管制部、第一管制班の主任飛行管制官。有人宇宙機管制部に初めて配置された女性で、黒木正一も認める才女。「ママ」という通称で管制をするため他の管制官や宇宙飛行士からママと呼ばれており、外で無線を傍受して楽しむマニアからも「カデナ・ママ」という愛称をつけられている。ヘヴィ・リフター不時着事件では宇宙飛行士を救難すべく、あらゆる調整に奔走する。既婚。夫と二人の子供がいる。
クルト・タンク
ドイツ人の航空技術者。第三次世界大戦を生き延びており、史実通りインドにてHF-24マルートの開発に携わった後、北崎重工の航空機開発顧問に就任した。1970年6月には北崎CT-3シリーズのチーフデザイナーを担当しており、北崎重工に訪れた原田克也と面会する。
論説委員
「会合」出席者の一人。本名不詳。もともとは全国紙の記者で、第二次世界大戦中はソ満国境にて徴兵を済ませた後、ベルリンに駐在していた。その際に原田克也とも対面している。1956年7月の王城寺原演習場でのロケット発射実験にも取材へ訪れており、原田とも再会している。社内では非主流派だったが、第三次世界大戦後の世論の移り変わりとともに論説委員となる。「会合」の本当の目的に気づきかけていたために、その能力を買われて「会合」からヘッドハンティングされ、参加者で唯一のマスコミ関係者となる。
児玉（こだま）
陸上自衛隊の二佐。1982年のJUNPFORCE-3（第三次アメリカ停戦平和維持協力隊）に参加し、反応兵器戦争後の合衆国に赴任した経歴を持つ。その時に経験した武装勢力との戦闘で片足に障害を負うが、戦闘で直面した現実を覆すアイデアを具現化する為、防衛庁技術研究本部において宇宙服実験施設（SSTC）を立ち上げる。その後はJSP-03宇宙港のSSTC仮説本部で開発主任として勤める。
穂積綾乃（ほづみ あやの）
北崎重工宇宙機事業部宇宙服課実験班所属の女性社員。1990年時点で20歳。開発中の硬式宇宙服を着用試験するテストケースとしてJSP-03宇宙港の宇宙服実験施設に出向している。開発主任の児玉を軽口の多さと性格の不可解さから嫌っている。JSP-03襲撃事件発生時にはある目的に使用するため硬式宇宙服を着用する。
榊原琴音（さかきばら ことね）
北崎重工で働くバイト、本業は大学生。先述した榊原の娘で、1987年時点では沖縄宇宙港に隣接された職員子弟用の高校に通う高校生だった。沖縄に招待された島村和人の案内役を請負う。
島村和人（しまむら かずと）
兵庫県に住む15歳の中学生。1991年の反戦平和作文コンクールの作文（本人曰く「祖母からきいた太平洋戦争の体験と、両親からおしえられた第三次世界大戦の恐怖を並べて書いただけ」）で金賞を取り、北崎重工広報部に沖縄へと招待される。その際、北崎重工の設立した総合技術博物館を訪れる。

### ソヴィエト連邦
ユーリ・ガガーリン
ソヴィエト連邦の軍人であり、宇宙飛行士。ただし史実の死亡事故は無く、ソ連が一時的に推進した50/50計画（ソ連製シャトル開発計画）中の事故より奇跡的に生還する。その後月面に立った8人のうちの一人となり、大将にまで昇進。戦略ロケット軍有人飛行作戦司令官となる。
セルゲイ・パヴロヴィッチ・コロリョフ
ソヴィエト連邦初代宇宙機主任設計官。第三次世界大戦後はN-1ロケットを用いた有人月面探査計画を推進。
ゴルバチョフ
ソヴィエト連邦初代大統領。史実と同様にソ連邦内で改革を行うが、それでもなおソ連邦は破綻の道へ突き進んでいる。

### アメリカ合衆国
ジョン・F・ケネディ
第35代アメリカ合衆国大統領。キューバへのソ連製弾道ミサイル配備に対しキューバ侵攻を命令するが、ソ連に対する過小評価によって第三次世界大戦への引き金を引いただけでなく、報復攻撃の事実上の失敗によって合衆国を崩壊へと導いてしまう。
アラン・モーガンステイン
第三次世界大戦後の崩壊したアメリカ合衆国のうち「東軍」と呼ばれる武装勢力の少佐。崩壊したまま再統一がままならない祖国を憂いており、JSP-03に対するテロを立案し、上層部の許可の元自ら特殊部隊を率いて実行に移す。

## 国家

### 日本
第三次世界大戦の直前、海上自衛隊の駆潜艇が不明水中目標（東京攻撃の任を担っていたソ連海軍の弾道ミサイル潜水艦）を撃沈したことにより、奇跡的に本土が反応兵器戦争による直接の被害を免れる。大戦の終結後、他の主要国の壊滅によってやむなく資本主義社会の盟主に担ぎあげられてしまい、国際的にも国連の常任理事国となる。
反応兵器で崩壊したアメリカ合衆国には自衛隊を派遣しており、このとき回収した数十発の反応兵器を極秘で保有している。この他にも中東、東南アジア、インド洋など世界中の紛争地帯に自衛隊が派遣されている。さらに大戦直後の不況から脱するべく兵器輸出を解禁し、1970年代には資本主義世界最大の経済力をもった兵器輸出国にのし上がる。後述の「会合」による答申を受け、地球脱出のために宇宙開発に狂奔する事になり、軌道上への宇宙ステーションの設置、及びそこに行くためのロケットと宇宙往還機の開発を推し進めている。

### ソヴィエト連邦
第三次世界大戦では先制攻撃を行ったことで実質的に勝利し、超大国の地位を維持する。首都モスクワも健在。しかし合衆国軍の反撃により1500万人の国民が死亡、主要産業にも壊滅的な打撃を受け、軍事的にも海軍戦力、防空組織、戦略反応兵器の製造施設がそれぞれ壊滅するなど大きな被害を受ける。大戦後は国連の常任理事国から外された他、手に入れた西ヨーロッパの維持や産業の復興、中国との国境沿いの不正規戦の対応に追われている。
資本主義社会の盟主となった日本への対抗上やむなく宇宙開発を推し進めており、1970年代には有人月面探査を成し遂げているが、経済は現実と同じように破綻への道を突き進んでいる。

### アメリカ合衆国
第三次世界大戦でソヴィエトの先制攻撃を許したほか、対応の遅れから報復攻撃に失敗したことで事実上敗北。総計1000メガトンに及ぶ反応兵器攻撃によって主要都市、主要産業、各種社会システムを喪失し、直接的・間接的に1億人以上の国民が死亡する。さらに大戦終結後、州都の生き残ったミシシッピ州が国内難民の受け入れを拒否したことで難民側が暴徒化。州兵が鎮圧を行うも、それに対し残存していた合衆国陸軍が難民側に立ったことで事態が悪化し、結果的にミシシッピ州において合衆国陸軍とミシシッピ州兵の戦闘が発生。全米にこの動きが拡散したことによって合衆国の崩壊が決定的となる。
この後、合衆国は東西に分裂。西部は日本などに資源を提供することによって辛うじて維持され、資本主義陣営からは正統な政府として支援されている。対して東米はジョージア州のメーコンに首都を置いており、事実上半封建制社会となっている。非常に人種差別が強いことに加え、1970年代には東米各地で大学・図書館の破壊運動が吹き荒れるなど西側からは合衆国混乱の元凶であると見なされている。
両陣営とも自らを正統政府と自称して内戦状態にあるが、その都度、国連に介入されている。また双方に属さない得体の知れない独立封建領（武装集団、カルト）が東西アメリカ領域の間や内部に無数に存在し、合衆国領内の大半が前近代化社会まで退化していることも合わさって合衆国の腐乱死体とも呼ばれる所以ともなり、それが合衆国の再統一をより一層難しいものにしている。

### その他の国々
キューバ
第三次世界大戦勃発の原因となった国のひとつ。北米大陸のすぐ南に位置する島国だが、ソヴィエトから反応弾頭を搭載した準中距離弾道ミサイルと中距離弾道ミサイルを国内に持ち込んだことを合衆国から問題視され、合衆国軍による直接侵攻を受ける。合衆国軍機の爆撃でキューバの軍事力は壊滅するも、侵攻開始を直前に察知したキューバのソヴィエト軍事顧問団が、すでに発射準備を整えていた弾道ミサイル計9基を合衆国本土に向けて発射。これを受けてソヴィエトも合衆国への先制反応兵器攻撃を開始し、第三次世界大戦が勃発する。その後については不明。
中華人民共和国
以前より仲違いしていたソ連より複数のキロトン級反応兵器を使用され分裂。毛沢東率いる中国はソ連と国境沿いで不正規戦を繰り広げており、第三次世界大戦から2年で3億人が死亡している。全体では南北に分裂したとされるが、作中人物の言によれば他の地域も含め「五胡十六国もかくやという程に乱れ」ている。
ドイツ
第三次世界大戦において西ドイツが壊滅し、東ドイツ主体で統一されている。
フランス
第三次世界大戦において、都市部に反応兵器が使用される。その後の放射性降下物等も含めて大損害を蒙り、国家として消滅。
イギリス
第三次世界大戦では、潜水艦基地と在英合衆国空軍基地の2箇所だけへ反応兵器が使用されるに留まるが、その後の放射性降下物によって大損害を蒙る。しかし辛うじて大戦を生き残り、国連でも常任理事国の地位を維持している。その後は戦車などの武器輸出を行っている模様。
オーストラリア、インド、ブラジル
第三次世界大戦後、オーストラリアのメルボルンに新設された臨時国連本部（国連本部が存在したニューヨークは20メガトン融合弾によって消滅）で開催された国際連合総会で、アメリカ合衆国・ソヴィエト連邦・フランスに代わって日本と共に国連の常任理事国に選出される。中でも日本・オーストラリア・インドは「異常なまでの発言権を有する」と評されている。
なお、インドは隣国のパキスタンとカシミールを巡って紛争を抱えており、日本は洋上監視のため航空護衛艦をインド洋へ派遣している。
史実で第三次世界大戦時に常任理事国だった中華民国（台湾）はどうなったのか語られておらず、第三次世界大戦で無事だったのかどうかすら不明。
タイ、カナダ等
日本やオーストラリアなどと共に第三次世界大戦を生き延びた国々。第三次世界大戦後は日本をはじめとする十数か国とともに国連アメリカ特別派遣軍を編成し、第三次世界大戦から2年後の1964年10月に合衆国へ兵力を派遣している。
派遣軍は3年に渡って民生協力と内戦の仲介にあたったが、一部ではかなり強引な「仲介」を行い、さらに合衆国各地に残る反応兵器の回収を実施したことで、東部から南部にかけての諸州を糾合した勢力（東軍）との対立へと発展してしまった。1967年には撤退したものの、北米で紛争が発生するたび国連による派兵が実施されている。
ヴェトナム
第三次世界大戦後、合衆国による支援が止まった南ヴェトナムが崩壊したことで統一される。その後は隣国であるタイとの関係を悪化させ、1976年にはタイとの間で泰越紛争を起こしている（この際、自衛隊が派遣されている）。
中東諸国
第三次世界大戦で原油の主要輸出先であるヨーロッパ諸国が崩壊したため、中東産油国では「買ってくれる者であれば誰にでも安価で原油を売り渡す時代」が10年近く続いたとされる。
またサウジアラビアやイスラエルは戦闘機などの日本製兵器を購入しているほか、第五次中東戦争が起きた際には自衛隊の訓練教官がサウジアラビアに派遣されている。
メキシコ
第三次世界大戦を生き延びるが、東西に分裂したアメリカの片方に荷担し、1974年に第二次カリフォルニア動乱を引き起こしている（このとき日本から2万近い兵力が平和維持軍として派遣）。その後は国内のモンテレ―郊外の飛行場などに自衛隊の国連派遣部隊の戦闘機を受け入れている模様。
パナマ
パナマ運河に対して50メガトン級試作大型反応弾数発が使用され、パナマ地峡がパナマ海峡に変貌する。
フィリピン
第三次世界大戦においてソ連による反応兵器の攻撃を受け、国土の大半が焼き尽くされる。戦争から27年が経過した1989年時点においても、復興は全く進んでおらず被爆直後と殆ど変わらない状況に置かれている模様。

## 組織
北崎重工
本作のみならず、筆者の著作に登場する架空の大企業。この「遙かなる星」においても最終的には三菱重工業に匹敵する重工業部門を持つ。
1931年に初代社長である北崎望が設立。業種は精密機械工業。
第二次世界大戦後の混乱に乗じて航空機・ロケット部門の技術者を掻き集めて好きに研究させたため、航空宇宙関連技術のほとんどすべてを抑えている。これは北崎望が死にゆく妻と交わした『違える事の許されない約束』の影響が大きい。
第三次世界大戦前まで、アメリカ合衆国国務省の情報部門にいる情報源（北崎望のプリンストン大学の同窓生で、北崎望に同性愛を迫ったが跳ね除けられたという弱みを持ち、情報部門でかなりの地位についている）の協力により、NACAや旧ドイツ空軍のデータも大量に確保している。
また、合衆国のノースロップ社とも関係が深く、第三次世界大戦前にはYB-49の入手にも成功し、二段式空中発射型宇宙ロケットの母機に転用した。
第三次世界大戦直前の段階で、民生の航空機技術において世界と競争可能なレベルに達し、液体燃料ロケットエンジン・誘導技術・費用対効果において日本随一の実用的能力を獲得した。
第三次世界大戦後、軍需系を拡張し、特に各種航空機を世界に対し輸出販売する。また、日本初の人工衛星打ち上げを企業の予算内で成功させたほか、沖縄に総合技術博物館を設立させている。
宇宙開発事業団/NASDA
日本において宇宙開発を推進する特殊法人。史実の宇宙開発事業団と異なり、設立当初から実益本位の有人宇宙開発を指向。またその本部は福岡に置かれ、1970年代までには所属人員が2万人に達する一大組織となる。防衛庁、航空宇宙技術研究所とも密接な関係を持つ。宇宙科学研究所との関係は不明。
1973年4月に、日本初の有人宇宙船「ひかり3号」の打ち上げに成功。以降、「あすか計画（ミニバス）」、「おおとり計画（ヘヴィ・リフター）」、「ハイバード計画（対軌道輸送機）」などを積極的に推進する。
宇宙基地（宇宙港）はJSP-01を種子島に、JSP-02を反応兵器攻撃で更地と化していた沖縄本島に、JSP-03をトラック諸島沖の浮体構造式人工島に建設。また恒久的地球軌道ステーションJSS-01を1990年代初頭に建造している。
会合
設立は1963年12月。設立者は日本政府。
設立目的は「多角的な視点から、新たな世界における長期的な安全保障策を検討する事」。研究内容が第三次世界大戦後の日本の生存戦略を左右するものであった事から、高度な秘密保持を要求され、その結果として名称はつけられず「会合」と通称された。
当初の設立メンバーは中央官庁、経済界、学界、警察、自衛隊、その他あらゆる組織の人間で構成された。
研究は悲観主義・性悪説で進められ「今後数十年以内に発生するであろう反応兵器戦争（第四次世界大戦）により、地球上は数年にわたって零下の汚れた大気に包まれるに違いない」という前提条件の下で行われた。さらに研究内容は反応兵器戦争の抑止ではなく、「発生後にいかにして（特に日本の）被害を防いで社会システムを維持するか」についてであった。
研究結果により、「日本は反応兵器戦争から逃げ出す為に宇宙開発を推進する」が日本の生存戦略として採用される。その後、会合は地球外脱出へのチェック機構として存続する。
JUNPFORCE（ジャンプフォース）
自衛隊の北米派遣部隊。JUNPFORCEの名はJapan-United Nations Peacekeeping Forceから取られている。「自衛隊緊急国際貢献部隊」、「アメリカ停戦維持協力隊」とも呼ばれている。
崩壊した合衆国での内戦の停戦実現およびそれの維持や、難民等への生命財産保護などを目的として設置されており、北米での反応兵器回収業務も行っている。派遣された隊員には、北米大陸にとまる鳩を描いた「アメリカ・シールド」と呼ばれる記章が全員に配られている。
1982年には隊員4000名からなる3次目のJUNPFORCE-3が派遣され、1990年5月10日には4次目となるJUNPFORCE-4の派遣が閣議決定された。

## 登場兵器・メカニック

### 日本

#### 航空自衛隊
- 戦闘機
  - F104 - F86F：第三次世界大戦時の空自主力戦闘機。第三次世界大戦では日本へと大挙飛来しつつあったソヴィエト軍機を迎撃する。
  - 北崎 F-1C：第三次世界大戦勃発の直前に契約の結ばれた支援戦闘機。1960年代後半には三沢基地などに配備されている。
  - 三菱 F-3：第三次世界大戦後に配備された機体。
  - 北崎 VF1：第三次世界大戦後に配備された機体。
  - 三菱 F-6：多用途戦闘機。後述のF-10Aの配備にともない保管状態に置かれていたが、その後後述するF-9の代わりとしてイスラエルへ格安で売却される[注 7]。
  - 北崎 F-9D：60年代後半に開発された超音速支援戦闘機。最晩年のクルト・タンク顧問が心覚えのつもりで書き留めていたスケッチをもとに開発された。複座の双発デルタ翼機で、高度な爆撃関連装備を搭載し[注 8]、D型はその最終タイプに当たる。エンジンには北崎NJ130Aターボファンエンジンを採用。「70年代でもっとも高度な支援戦闘機（戦闘爆撃機）」と評されており、近接航空支援から対艦攻撃・SEAD任務（そして止むを得ない場合の敵戦闘機との空対空戦闘）と多岐にわたる任務をこなした他、1981年には北米での戦闘にも投入されている。しかし1979年の時点ではすでに旧式化して退役が始まっており、また輸出製品としては高度なシステムとなってしまった結果、中進国以下ではまず運用できない機体となってしまったため成功しなかった[注 9]。偵察機型に改造された「RF-9D」も登場する。
  - 三菱 F-10A：1970年代後半の時点で最新鋭の制空戦闘機。
  - 三菱 F-13：超音速巡行が可能な戦闘機。AAMを収めるウェポンベイと一応のステルス性を有しており、超音速巡行を考慮しなければ42発もの爆弾を機外に搭載できる。1983年に試作型が飛行しており、1987年時点で1個中隊規模のF-13Cが国連派遣部隊としてメキシコに派遣されている。
  - XF-14：日本やオーストラリアを中心とする太平洋諸国が共同開発を計画した戦闘機。計画段階で中止。
- その他
  - XB-70ヴァルキリー

第三次世界大戦後に合衆国から譲渡された試作超音速戦略爆撃機。譲渡とともにエンジンを北崎NJ217Cへ換装し、それに合わせた機体設計の改造などを受けた後、超音速飛行特性研究機「北崎XT7しらとり」に改称された上で実験航空隊に配備される。主な運用目的は超音速輸送機と将来的な対軌道輸送機（ハイバード）開発のデータ収集用だが、対ソヴィエトへの脅しも含まれる。退役後は沖縄の総合技術博物館で野外展示されている。
  - T-34Aメンター - T-33A - T-1

史実の空自も運用していた練習機。直接は登場しないが、作中では第三次世界大戦後も運用されている。このうちT-1は史実と異なり、エンジンに北崎製のNJ101Aを採用している。
  - デ・ハヴィランド・ヴァンパイア

史実の空自も参考用として購入した練習機。原田克也が空自に移籍した直後の1960年春、浜松基地への移動のため便乗する。
  - C-47 - C-1

空自の輸送機。C-1はC-47の後継機。直接登場はしないが、自衛隊に在官中の原田克也が乗ったとされている[注 10][注 11]。
  - C-3D

三菱重工製の大型輸送機。四発前進翼機体。人員区画と貨物区画を有しており、人員区画に200人の武装人員を乗せられる。
  - E-7C

胴体側面に合成開口レーダーをはりつけた川崎重工製の空中多用途警戒機。北米に派遣されている。
  - HALRROC

全長300メートル超の高高度長距離偵察作戦コンポーネント、無人戦略偵察飛行船。赤外線センサーなど各種センサー類を搭載する。背面の太陽電池と内蔵された燃料電池から供給される電気で稼働する。90年代には複数のHALRROCが下部成層圏を飛行しつつ、偵察衛星とともに監視網を構築している。

#### 海上自衛隊
- 駆潜艇
  - うみたか型駆潜艇「うみたか」「おおたか」：第三次世界大戦勃発直前、不明水中目標と交戦する。
- 航空護衛艦（空母）
  - 「ほうしょう」

旧合衆国海軍フォレスタル級航空母艦「インディペンデンス」。
第三次世界大戦後、合衆国への一時的な復興援助と引き換えに日本が買い取り、改装と「ほうしょう」への改称を行った上で海上自衛隊に配備されている。80年代には大陸の監視のため南シナ海に派遣されている。
  - 「そうりゅう」「ひりゅう」

80年代に相次いで実戦配備された「そうりゅう級」と呼ばれる排水量10万トン超の新造空母。
このうち「そうりゅう」はカシミール問題の監視のため第1機動護衛隊群を率いてインド洋に派遣されている。
- 航空機
  - P2V7：対潜哨戒機。第三次世界大戦勃発直前、不明水中目標と交戦する。
  - SH-7E：汎用輸送ヘリを改造した川崎重工製の対潜ヘリ。ノーターかつ着水機能を有する。90年代には春島空港の第51航空隊南洋分遣隊に4機が配備されている。

#### 陸上自衛隊
- 86式戦車：北米に派遣されている陸上自衛隊の戦車。同じ作者の『征途』の世界にも同名の陸自戦車が存在する。
- 84式装甲戦闘車：上記の86式戦車とともに北米に派遣されている装甲車両。
- 73式装甲車：史実にも存在する装甲車[注 12]。増加装甲と20mm機関砲を装備した「73式装甲車改」が北米に派遣されている。
- 85式小銃：5.56mmライフル弾を使用する突撃銃。3点バースト射撃が可能。

#### 北崎重工
- RA01：1961年に打ち上げられた、液体燃料式の二段式空中発射型宇宙ロケット。到達高度285kmで、前年に打ち上げられたカッパ9L型ロケットの到達高度350kmという記録には劣ったが、慣性誘導装置を備え、液体燃料式エンジンかつ、打ち上げ費用はカッパロケットシリーズを試験段階で大きく下回るなど、技術面では数々の画期的な要素を備えていた。
- YB-49：北崎が関係を深めつつあったノースロップ社から入手した試作戦略爆撃機[注 13]。第三次世界大戦前、エンジンを自社製の試作品NJ210Cに換装するなどの改造を施した上で、RA01の発射母機として使用。エンジン換装により最大速度は850キロを超えた。主翼下面に取り付けた緊急加速用ロケットも合わせることで、RA01を搭載した状態でも高度1万7000メートルで速度880キロを発揮する。
- DC-3：中古の輸送機。レーダーなどの各種観測機材を搭載してRA01の試験観測に使用。
- 観測船：排水量1500トンの古い貨物船を改造し、テレメトリ用の装置を搭載したもの。RA01の試験観測に使用。
- 双発の小型機：第三次世界大戦前に北崎が販売していた機体。合衆国と欧州に持つ子会社でノックダウン生産し、英国系の航空機メーカーから引き抜いた営業のヴェテランの手腕もあり、南米やアフリカで業績を伸ばしていた。FAA資格も所得済み。
- CT-3：小型双発ジェット輸送機。量産性を重視したモジュール構成で、モジュールの配置次第で高翼機にも低翼機にもなる。インドネシアやタイ空軍などに販売している。
- CT-6：200席の乗客席を有する旅客機。

#### 宇宙開発事業団（NASDA）
- ひかり：三人乗り低軌道周回用宇宙機。作中世界では3号機が日本人を初めて宇宙に送り込む。「征途」でも同名の有人衛星が、同じく3号機目で日本人を初めて宇宙に送っている。
- あすか：全長23メートル、ペイロード6トン前後の再使用型軽便宇宙機。ミニバス（宇宙バス）と呼ばれる。1987年5月には故障した衛星の回収を目的とした打ち上げが予定されていたが、その前に起きたとある事故への対処のため、ある目的で急遽使用される。
- おおとり：軌道上へ大重量物を打ち上げるためのヘヴィ・リフター（HL、重量物打ち上げロケット）。1987年には有人仕様の2号機「おおわし」が、1989年には無人仕様の6号機が打ち上げられている。
- JSP-03：90年代にトラック諸島沖に新たな宇宙港として建造中の十字型浮体構造物。
- JASPEX：太陽発電衛星技術試験機。1号機のJASPEX1は、ヘヴィ・リフター6号機によって1989年に軌道投入されている。
- X-HS89/PEVAU：宇宙開発事業団が防衛庁技術研究本部と共同で開発中の硬式宇宙服（ハードスーツ）。JSP-03で3機がテスト中。ARMSとも呼ばれている。
- JSS-01：1990年代のはじめに完成した最初の軌道基地。実際の名前は「沖縄」で、日本で唯一第三次世界大戦の被害を受けた沖縄の不幸を忘れないためにつけられた。しかし一般には分類番号である「JSS-01」の名称が使われている。

#### その他
- TMA-0：1956年7月に王城寺原演習場で試射された国産ロケット。前年に打ち上げられたベビーロケットの同型機で、史実にも存在する。高校時代の屋代幸男はこれの発射実験を目撃することとなる。
- ボーイング707：パンアメリカン航空が運用していた旅客機。羽田空港に降りていた際に起きた第三次世界大戦で行き先を失い、その後全日本空輸が買い取り運用する。
- DRS：レーダー偵察衛星。日電製の合成開口レーダーを搭載する。
- はやて：写真偵察衛星。最大分解能13センチの傾斜撮影カメラを搭載する。
- ひびき：防衛通信衛星。静止軌道上に展開している。

### アメリカ合衆国

#### 第三次世界大戦以前
- RC121Cウォーニング・スター早期警戒機 - ERB47H電子偵察機 - RB57D偵察機

北崎重工による二段式空中発射型ロケットの打ち上げを監視した合衆国軍機。
- 空母「エンタープライズ」

合衆国海軍の運用する世界初の反応動力空母。キューバ侵攻時には本艦を含めた8隻の攻撃型空母を筆頭とする183隻の合衆国海軍艦が第136任務部隊を構成してキューバを包囲する。
- タイタン - アトラス

合衆国のICBM。キューバ侵攻前に144基のこれらICBMの要員に警戒命令が出される。しかし第三次世界大戦では発射命令を出すのが遅れ、大半が発射されることなく地上で撃破される。
- ポラリス

合衆国のSLBM。第三次世界大戦では早期に命令系統が破壊されたため、ポラリス搭載潜水艦は1隻を除いてこれを発射しなかった。
- B-52 - B-47 - B-58

合衆国空軍の戦略爆撃機。キューバ侵攻時に反応兵器パトロールが強化され、1000機が地上で待機する。しかし第三次世界大戦ではソヴィエトの先制攻撃でほとんどが地上で撃破され、空中待機中の機もEMPで軒並み撃墜される。第三次世界大戦後はどこからか日本に回収されたB-52が沖縄の総合技術博物館で野外展示されている。

#### 第三次世界大戦後（東軍）
- 戦車・装甲車両
  - M47パットン - M4A3E8シャーマン・イージー・エイト

第三次世界大戦前の合衆国軍と州軍のものを引き継いで運用している旧式戦車。東軍の二線級部隊に配備されており、作中では東軍機械化大隊に配備されている車両が登場する。
  - M3ハーフトラック

第三次世界大戦前の州軍に配備されていたハーフトラック。東軍の二線級部隊が運用していた。
  - チーフテン

イラン経由で密輸されたイギリス製戦車。主に東軍の前線部隊に配備されている。
  - グリズリー

カナダから密輸された装輪兵員輸送車。チーフテンと同じく、東軍の前線部隊に配備されている。
- 砲/銃火器
  - 155mm砲：前線部隊に配備。
  - 75mm榴弾砲：二線級部隊に配備。
  - AK-47突撃銃：前線部隊に配備。
  - M1ガーランド小銃：二線級部隊に配備。
- 航空機
  - F100スーパーセイバー

第三次世界大戦前の合衆国空軍が運用していたジェット戦闘機。東軍ではかき集めた予備部品で再生機をつくり上げた機体を運用しており、ピッツバーグ[注 15]近郊の野戦飛行場などに少数が配備されている。
  - IA58プカラ

アルゼンチンから密輸された地上支援機。少数が運用されており、F-100とともに東軍の数少ない航空戦力の一部となっている。
  - HSS-1

旧合衆国海軍の旧式ヘリ。「コーポラル」の船体上部に防水梱包された上で搭載されており、JSP-03へのテロ攻撃を行うモーガンステイン少佐ら東軍特殊部隊の輸送手段となる。
- 潜水艦
  - バラオ級潜水艦[注 16]「コーポラル」

通常動力潜水艦。近代化改修が施された第二次世界大戦中の潜水艦で、東軍が運用している12隻の潜水艦の1隻。モーガンステイン少佐率いる東軍特殊部隊と、彼等の移動手段となるHSS-1をJSP-03に向けて輸送する。

### ソヴィエト連邦
- ゴルフⅡ級潜水艦「ヴェルチンスキー」

ソ連海軍の弾道ミサイル潜水艦。第三次世界大戦勃発直前、合衆国西海岸の近海へと航行中だったが、無理な命令変更を受けて日本近海へと展開し、海上自衛隊の駆潜艇と交戦して損傷する。その後、沈没前に搭載する3基のSS-N-5を東京（皇居上空）・航空自衛隊府中基地・横須賀海軍施設にそれぞれ発射しようとするが、燃料である液体酸素の注入作業中、乗員のミスにより艦内に漏洩した液体酸素が引火・爆発して沈没した。
この「ヴェルチンスキー」の撃沈により、奇跡的に日本本土は反応兵器戦争と化した第三次世界大戦による直接の被害を免れることに成功した。
- SS-N-5

ソ連のSLBM。「ヴェルチンスキー」などのソ連戦略ミサイル潜水艦に搭載されており、第三次世界大戦勃発とともにアメリカ本土などへ発射される。
- R7

ソ連のICBM。第三次世界大戦勃発を受けて120発以上が合衆国に向けて発射される。
- 50メガトン級試作大型反応弾

第三次世界大戦中、10発以上が合衆国の大都市に使用されたほか、数発がパナマ運河に投下される。これによりパナマ地峡はパナマ海峡に変貌している。

### その他

#### 第二次世界大戦中ドイツ
- A4ロケット

大日本帝国陸軍中尉時代の原田克也が武官として訪れた第二次世界大戦中のドイツ・ペーネミュンデ陸軍兵器実験場で打ち上げに立ち会ったロケット。後のV2ロケットの原型。
- ケーニクス・ティーゲル重戦車

原田克也がペーネミュンデに移動する途中で目撃した重戦車。
- Ⅵ号重戦車E型ティーゲル

ベルリン郊外の演習場にて原田克也たちドイツの同盟国武官らに公開される。

#### 北崎重工総合技術博物館（沖縄） 展示品
- 中島十八試陸上攻撃機 連山

合衆国本土の空軍スクラップヤードから回収。レストア完了ははやくとも1995年予定。島村和人が博物館を訪れた際、案内役の榊原琴音に「十八試」の意味をその場凌ぎで尋ねている。
- 実験用小型往還機母機

Z計画により国際共同で開発されていたが、中止となった小型往還機用母機の実験機。
- B-52 - XB-70ヴァルキリー

先述した通り展示されている。大きすぎるので野外展示となっている。
- 一式陸上攻撃機

ニューギニアから回収。新品同然にレストア済み。
- 月光 - 銀河 - 雷電

厚木の滑走路の端から掘り出されたもの。
- 疾風 - 隼
- 四式重爆

出所の怪しいレストア品。
- 零式艦上戦闘機

三菱と協力して図面から新造した物も含め、一一型以降のほとんどの型式が展示。
- 震電 - 流星改 - 桜花

反応兵器攻撃の対象とならなかった合衆国本土の空軍基地に保管されていたところを回収。
- モーリス・ファルマン水上機

1912年型と1914年型の復元機。
　
このほかにも、崩壊した合衆国を含む世界中のあちこちからかき集められた日本、ドイツ、合衆国をはじめとする世界中のあらゆる航空機、宇宙機、さらには戦車からトラックに至る軍用車両まで様々なものが技術博物館に展示されている。

## 第4巻の構想
本作は全3巻が出版されているが、著者である佐藤大輔は第4巻「遙かなる星 4」を執筆する予定があったことを語っている。これによると、第4巻は1999年の前半頃に出版を予定しており、作品内容としては軌道基地JSS-01の実働と、統合(航宙)自衛隊の創隊、そしてそれらに地球近傍物体問題を絡めて描く予定だったという。
しかし2017年3月22日、佐藤が虚血性心疾患で死去したことにより、第4巻は出版されることなく絶筆となった。

## 既刊一覧
新書版
トクマ・ノベルズ（徳間書店）
- 遙かなる星 1 パックス･アメリカーナ ISBN 4-19-850224-2 1995年6月30日
- 遙かなる星 2 この悪しき世界 ISBN 4-19-850282-X 1995年12月31日
- 遙かなる星 3 我等の星 彼らの空 ISBN 4-19-850335-4 1996年10月31日

文庫版
ハヤカワ文庫JA（早川書房）
- 遙かなる星 1 パックス･アメリカーナ ISBN 978-4-15-031322-7 2018年3月20日
- 遙かなる星 2 この悪しき世界 ISBN 978-4-15-031326-5 2018年4月18日
- 遙かなる星 3 我等の星 彼らの空 ISBN 978-4-15-031330-2 2018年5月17日